# Stichelia interrupta
Stichelia interrupta är en fjärilsart som beskrevs av Percy I. Lathy 1932. Stichelia interrupta ingår i släktet Stichelia och familjen Riodinidae. Inga underarter finns listade i Catalogue of Life.